# Wallanlage Gangolfsberg

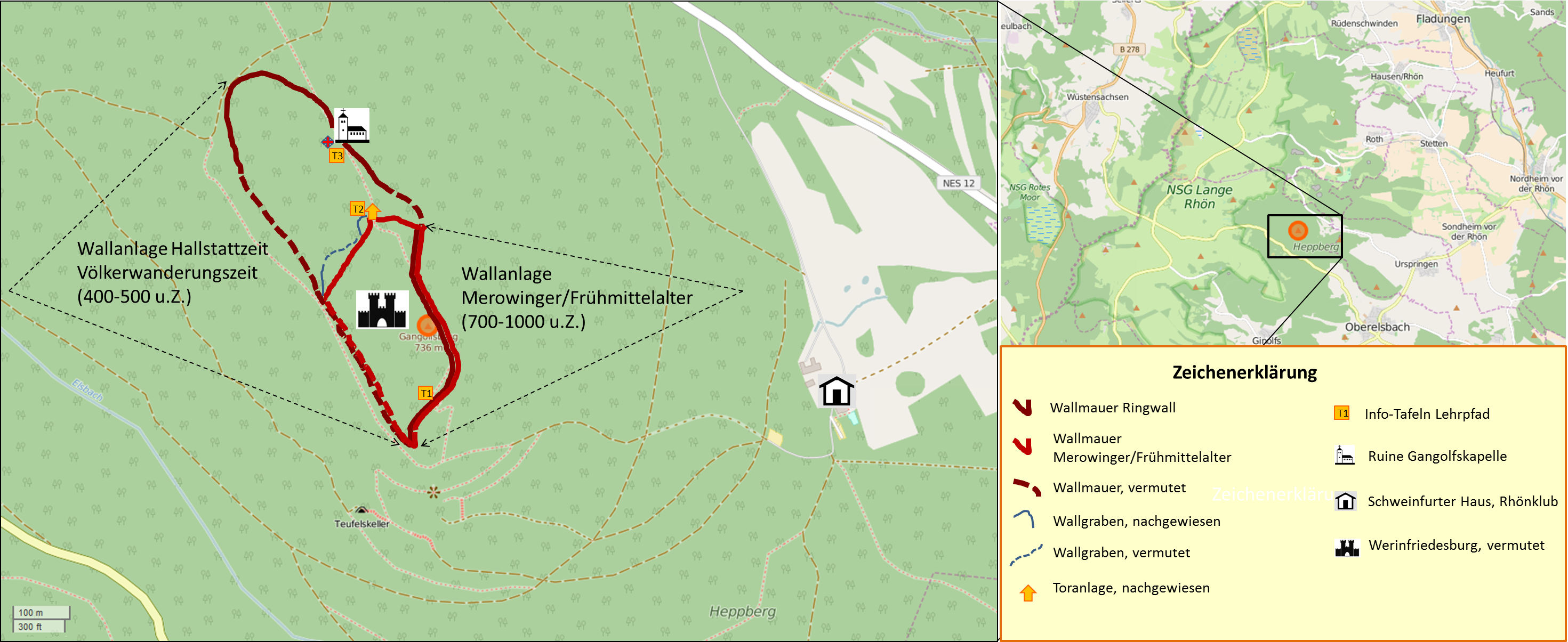
Lagekarte

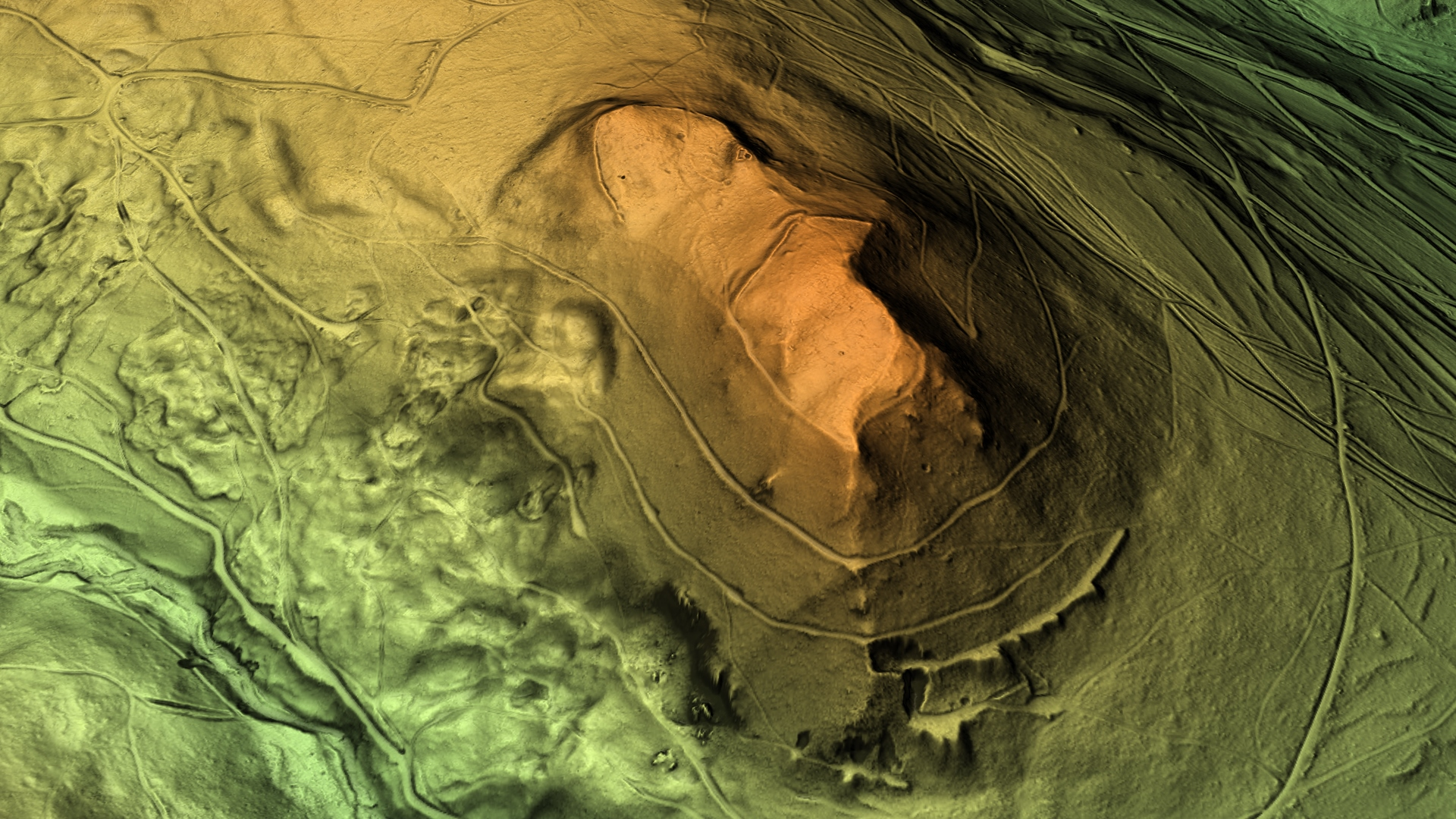
3D-Ansicht des digitalen Geländemodells

Die Wallanlage Gangolfsberg ist eine Wall- und Höhenburganlage, die von keltischer Zeit bis ins Frühmittelalter als Wall-, Flucht- und Schutzburg benutzt wurde. Die Ruinenreste liegen auf dem Gipfelplateau des Gangolfsberges in der heutigen Gemarkung Oberelsbach im unterfränkischen Landkreis Rhön-Grabfeld in Bayern.

## Lage
Der markante basaltene Rhöngipfel Gangolfsberg auf knapp 736 m erhebt sich im Naturpark Bayerische Rhön und im Biosphärenreservat Rhön und ragt wie ein Sporn Richtung Süden. Das Gipfelplateau liegt 3,4 km südwestlich von Roth vor der Rhön, 4,6 km südwestlich von Stetten, 5 km westlich von Sondheim vor der Rhön, 3,6 km westnordwestlich von Urspringen, 3,7 km nordwestlich von Oberelsbach und 3,3 km nordnordöstlich von Ginolfs und liegt etwa 2 km südwestlich des bekannten Gipfels Rother Kuppe. Westlich bis südlich am Berg vorbei fließt die Els – nordöstlich der Oberelsbachgraben nach Osten vorbei.

## Geschichte

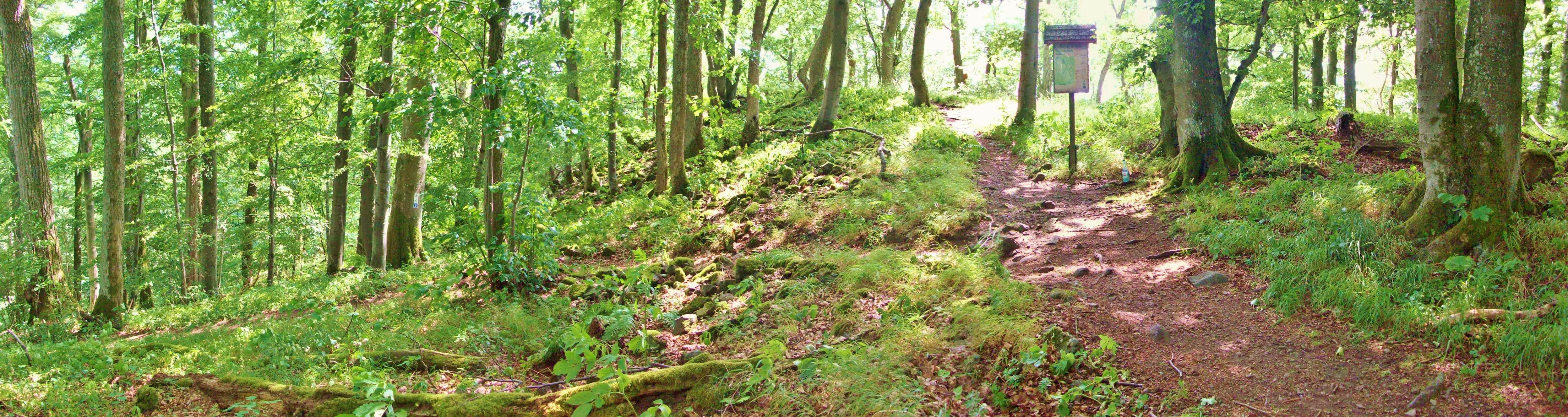
Der vordere Spornbereich der Wallanlage: Im Bild links der östliche steile Aufstieg des Lehrpfades, mittig Wallreste, rechts südliche Informationstafel

Die schon in „vorgeschichtlichen Zeiten“ errichtete Wallanlage ist mit ihren 6000 m² eine der größten Anlagen im Kreis Rhön-Grabfeld. Die ältesten Funde in Form von Tonscherben, gefunden 1938 bei Untersuchungen des Areals, werden der Hallstattzeit (700-450 v. u. Z.) zugeordnet. Man geht davon aus, dass es keine ständig bewohnte Anlage (Oppidum) war, sondern nur als Fluchtburg benutzt wurde. Es gehört zu einem dichten Netz befestigter Höhen in der Gegend, die keltischen Ursprungs sind.
Funde eines Kerbschnittgürtels aus dem 4./5. Jahrhundert u. Z. sollen eine spätere Nutzung der gesamten Anlage in der Zeit der Völkerwanderung belegen. Spätestens zu dieser Zeit wurden die Wallmauern errichtet oder keltische Überreste ausgebaut. Funde aus der Zeit der Merowinger, die sich nun hauptsächlich auf den südlichen Teil beziehen, belegen eine zweite Bauphase, in der die Wallanlage auf den südlichen Teil verkleinert wurde, indem eine Zwischenmauer mit heute noch nachweisbarem Zangentor im östlichen Bereich der Mauer eingebaut wurde. Der nördliche Teil kann wie eine gesicherte Vorburg und zusätzlicher Schutz zum vermutlich nördlichen flacheren Zugang gesehen werden. Die Verkleinerung kann ebenfalls „verkehrstechnisch“ bedingt gewesen sein, so dass ein verkleinerter Stützpunkt mit weniger wichtigen Kontrollfunktionen angelegt wurde. Womöglich haben sich alte Handelswege verlagert.
1059 wird eine Werinfriedesburg bei der Wildbann-Schenkung König Heinrichs IV. an das Kloster Fulda erwähnt, die im beschriebenen Grenzverlauf zwischen Fladungen und dem Sonderbach erwähnt wurde und auf dem Gangolfsberg verortet wird.

## Beschreibung
Die ovale vermutliche Ringwallanlage, deren Mauern oder Wälle sich nur noch teilweise nachweisen lassen, hat eine Ausdehnung von bis zu 150 Metern in West-Ost-Richtung und maximal 400 Metern in Nord-Süd-Ausrichtung. Am westlichen Steilabfall des Berges ist die Mauer nur vermutet. Im südlichen, östlichen und nördlichen Teil ist der Wall teilweise verfolgbar. 
In bis zu einem Meter Höhe sind die Verstürze im Bereich der merowingischen Zwischenmauer fassbar, die östlich am Verbindungsbereich zum Ringwall ein Durchgangstor aufwies und durch die der heutige Weg des Naturlehrpfades verläuft. Die Zwischenmauer war nordwestlich des Tores und am westlichsten Ende mit einem vorgelagerten Graben zusätzlich gesichert. Eine Verbindung zwischen beiden Burggräben konnte (noch) nicht nachgewiesen werden. 
In beiden Wallanlagen-Teilen sind keine Gebäudereste direkt nachweisbar. Vermutlich waren alle Gebäude aus Holz erbaut. Funde der Völkerwanderungszeit sind Fibeln, Kämme und Beile. Der Merowingerzeit sind spezielle Pfeil- und Schaftspitzen sowie Kettengehänge zuordenbar.
Im nördlichen Teil befinden sich wenige Dutzend Meter nördlich des Durchgangstores die Ruinen der Gangolfskapelle, die wohl Berg und Burg ihren Namen gab. Urkundlich kaum fassbar wird sie ins 8./9. Jahrhundert verortet. Sie wurde wohl im Deutschen Bauernkrieg 1525 zerstört. Möglicherweise diente sie als Burgkapelle für die spätere karolingische Burg. Großflächige Steinreste und -flächen befinden sich östlich der Kapelle und am nördlichen Ende der Wallanlage.

## Heutige Nutzung

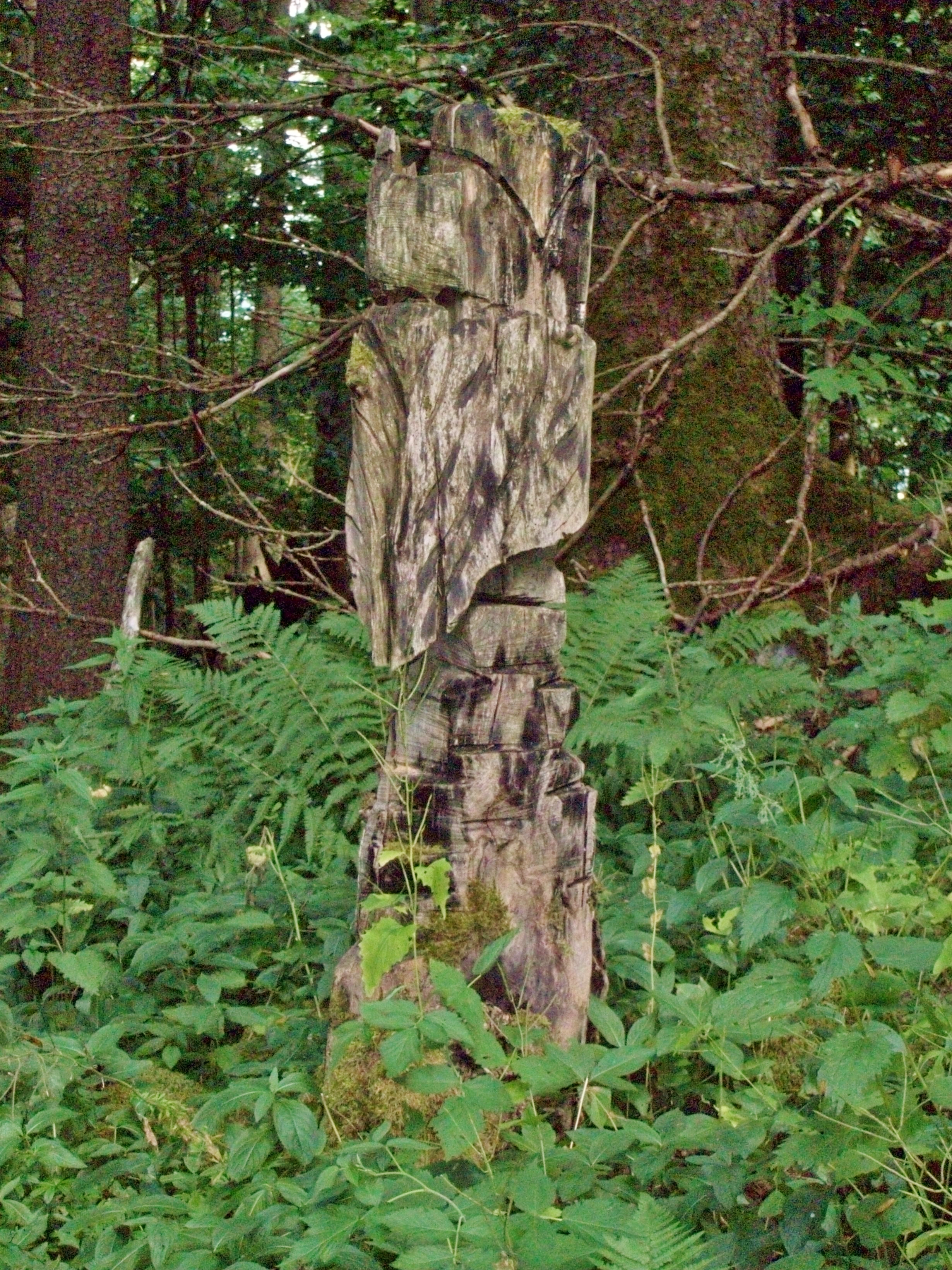
Der neuzeitlich geschnitzte Merowinger

Das heutige Bodendenkmal ist durch den Naturlehrpfad am Gangolfsberg erwanderbar. Besonders im Bereich des Durchgangstores sind Wall- und Grabenreste noch gut sichtbar. Gleichfalls vermitteln die Ruinen der Kapelle eine Vorstellung ihrer Zeit. Im östlichen Bereich innerhalb des Walles, im Westen außerhalb der Anlage vermittelt ein Rundweg ein Gefühl für die Größe des Anlage. Freie Aussichten im Osten und Süden vermitteln einen Eindruck von der Übersicht, die im Mittelalter von der vermutlich unbewaldeten Anlage aus zur Kontrolle eines großen Gebietes möglich war. Zwei Tafeln zur Zeitstellung und Bedeutung der Anlage befinden sich am heutigen südlichen serpentinenartigen Aufstieg und im Bereich der ehemaligen Toranlage. Eine dritte Tafel erläutert die Ruinen der Kapelle.
Die Wallanlage ist mit der Nummer D-6-5526-0006 und der Bezeichnung Ringwallanlage „Gangolfsberg“ sowie Höhensiedlung der Vorgeschichte, der Völkerwanderungszeit und der Merowingerzeit; Kapellenruine des Mittelalters ein Bodendenkmal nach der Bayerischen Denkmalliste, die auf Basis des bayerischen Denkmalschutzgesetzes vom 1. Oktober 1973 erstellt wurde.